# Garbów
Garbów [pronunciación en polaco: /ˈɡarbuf/] es un pueblo ubicado en el distrito administrativo (gmina) de Tuszyn, dentro del distrito de Łódź Oriental, voivodato de Łódź, Polonia. Según el censo de 2011, tiene una población de 140 habitantes.
Está ubicado aproximadamente a 5 kilómetros al sur de Tuszyn y a 25 kilómetros al sur de la capital regional, Łódź.